# Liste der denkmalgeschützten Objekte in Mannersdorf am Leithagebirge
Die Liste der denkmalgeschützten Objekte in Mannersdorf am Leithagebirge enthält die 33 denkmalgeschützten, unbeweglichen Objekte der Gemeinde Mannersdorf am Leithagebirge.

## Denkmäler
| Foto |                 | Denkmal                                                                                                  | Standort                                                                                     | Beschreibung | Metadaten |
| ---- | --------------- | --- | -------------------------------------------------------------------------------------------- | --- | --- |
| ja   | Datei hochladen | Perlmooserhof, ehem. Badegebäude HERIS-ID: 11217 Objekt-ID: 7297                                         | Fabriksgasse 1 Standort KG: Mannersdorf am Leithagebirge                                     | Der Perlmooser-Hof, ein mehrstöckiges Bauwerk mit Turm, war von 1517 bis 1786 als Thermalbad, von 1786 bis 1928 als Drahtzugfabrik und danach als Wohnhaus in Verwendung. Über einer Quelle, aus der pro Sekunde neun bis zwölf Liter schwefelhaltiges Wasser mit einer konstanten Temperatur von 23 Grad Celsius entspringen, wurde 1340 eine Radegund-Kapelle errichtet, die später in den Turm des Perlmooser-Hofes integriert wurde. 1996 kam das zunehmend desolate Gebäude in den Besitz der Gemeinde, die in Zusammenarbeit mit dem Bundesdenkmalamt und einer gemeinnützigen Wohnbaugesellschaft die Ausarbeitung von Plänen für eine Revitalisierung in Auftrag gab. | BDA-Hist.: Q38092631 Status: Bescheid Stand der BDA-Liste: 2025-06-30 Name: Perlmooserhof, ehem. Badegebäude GstNr.: .184 Perlmooser-Hof, Mannersdorf am Leithagebirge                                                         |
| ja   | Datei hochladen | Wegkapelle hl. Johannes Nepomuk HERIS-ID: 15126 Objekt-ID: 11364                                         | bei Fabriksgasse 1 Standort KG: Mannersdorf am Leithagebirge                                 | In der um die Mitte des 18. Jahrhunderts errichteten barocken Kapelle mit Haubendach steht eine Statue des Heiligen Johannes Nepomuk auf hohem Sockel. | BDA-Hist.: Q37770462 Status: § 2a Stand der BDA-Liste: 2025-06-30 Name: Wegkapelle hl. Johannes Nepomuk GstNr.: 2781/2 Nepomuk-Kapelle, Mannersdorf am Leithagebirge                                                           |
| ja   | Datei hochladen | Gerichtsstöckl HERIS-ID: 15115 Objekt-ID: 11353                                                          | Fleischgasse 1 Standort KG: Mannersdorf am Leithagebirge                                     | Der zweigeschoßige und dreiachsiger Bau verfügt über ein Satteldach und flankierende eingeschoßige Anbauten. Ein Kotter an dieser Stelle existierte bereits um 1200. Urkundlich belegt ist ein Um- bzw. Neubau aus dem Jahr 1582. Nach 1918 erfolgte eine Adaptierung zu Wohnzwecken, 1979 eine Renovierung. | BDA-Hist.: Q37770255 Status: Bescheid Stand der BDA-Liste: 2025-06-30 Name: Gerichtsstöckl GstNr.: .172/4 |
| ja   | Datei hochladen | Wohnhaus, ehem. Schule HERIS-ID: 15119 Objekt-ID: 11357                                                  | Hauptstraße 13 Standort KG: Mannersdorf am Leithagebirge                                     | Die ehemalige Schule, eine ausgedehnte Anlage mit zwei Geschoßen und hakenförmigem Grundriss, wurde 1839 errichtet und 1851 adaptiert. | BDA-Hist.: Q37770342 Status: § 2a Stand der BDA-Liste: 2025-06-30 Name: Wohnhaus, ehem. Schule GstNr.: .210 |
| ja   | Datei hochladen | Altes Rathaus, ehem. Pfarrhof HERIS-ID: 15118 Objekt-ID: 11356                                           | Hauptstraße 16 Standort KG: Mannersdorf am Leithagebirge                                     | Baukern aus dem 16. und 17. Jahrhundert. 1924 zum Rathaus umgebaut. Zweiteiliger Straßentrakt, durch Rundbogenportal in barocker Umrahmung verbunden, darüber Torturm. | BDA-Hist.: Q37770289 Status: § 2a Stand der BDA-Liste: 2025-06-30 Name: Altes Rathaus, ehem. Pfarrhof GstNr.: .196 Former Rathaus, Mannersdorf am Leithagebirge                                                                |
| ja   | Datei hochladen | Schloss Mannersdorf HERIS-ID: 15113 Objekt-ID: 11351                                                     | Hauptstraße 48 Standort KG: Mannersdorf am Leithagebirge                                     | Schloss Mannersdorf ist eine im Wesentlichen spätbarocke Anlage mit einem repräsentativen, drei- bis viergeschoßigen Haupttrakt und zweigeschoßigen Seitentrakten. 1753 bis 1755 wurde das Schloss weitgehend umgebaut und 1959 mit einem südöstlichen Trakt um den rechteckigen Hof geschlossen. | BDA-Hist.: Q37770193 Status: Bescheid Stand der BDA-Liste: 2025-06-30 Name: Schloss Mannersdorf GstNr.: .172/1 Schloss Mannersdorf am Leithagebirge                                                                            |
| ja   | Datei hochladen | Pest-/Dreifaltigkeitssäule HERIS-ID: 15117 Objekt-ID: 11355                                              | vor Hauptstraße 51 Standort KG: Mannersdorf am Leithagebirge                                 | Barocke Weinrankensäule vom Ende des 17. Jahrhunderts, von Steinbalustrade umgeben. Bekrönende Statue des Heiligen Sebastian. | BDA-Hist.: Q37770265 Status: § 2a Stand der BDA-Liste: 2025-06-30 Name: Pest-/Dreifaltigkeitssäule GstNr.: 2781/10 |
| ja   | Datei hochladen | Sgraffitohaus HERIS-ID: 15114 Objekt-ID: 11352                                                           | Hauptstraße 53 Standort KG: Mannersdorf am Leithagebirge                                     | Die tiefe Streckhofanlage mit geknickter Hoffront stammt im Baukern aus dem 16. Jahrhundert. Die straßenseitige Giebelfassade verfügt über Renaissance-Zierzinnen und Sgraffitodekor. | BDA-Hist.: Q37770246 Status: Bescheid Stand der BDA-Liste: 2025-06-30 Name: Sgraffitohaus GstNr.: .233 |
| ja   | Datei hochladen | Kalkofen Baxa HERIS-ID: 23817 Objekt-ID: 20182                                                           | bei Hochofen 1 Standort KG: Mannersdorf am Leithagebirge                                     | Ehem. Kalkschachtofen, erbaut 1893. Renoviert von 1996 bis 1998. Heute „BAXA“ Kalkofen- und Steinabbaumuseum. | BDA-Hist.: Q37879254 Status: Bescheid Stand der BDA-Liste: 2025-06-30 Name: Kalkofen Baxa GstNr.: 2452, 2555/2, 2556/2, 2655/16 Kalkofen Baxa, Mannersdorf am Leithagebirge                                                    |
| ja   | Datei hochladen | Mariensäule HERIS-ID: 15150 Objekt-ID: 11390                                                             | bei Hoferstraße 39 Standort KG: Mannersdorf am Leithagebirge                                 | Das laut Sockelinschrift im Jahre 1730 errichtete und 1947 renovierte Mariendenkmal, einst nach dem Besitzer des Standortgründstücks auch Stummer-Kreuz genannt, ist eine schlanke Säule, die sich über einem quadratischen Sockel mit reich profilierter Deck- und Bodenplatte erhebt und von einer Immaculata-Figur bekrönt wird. Irgendwann zwischen 1901 und 1936 ging die ursprüngliche Säule samt Figur unter ungeklärten Umständen verloren. Die fehlenden Teile wurden bei der Renovierung 1947 ersetzt. Die neue Figur ist die Kopie eines 1736 geschaffenen Standbilds, das sich vor der Pfarrkirche in Margarethen am Moos befindet. | BDA-Hist.: Q37771071 Status: Bescheid Stand der BDA-Liste: 2025-06-30 Name: Mariensäule GstNr.: 2811/20 |
| ja   | Datei hochladen | Schüttkasten, Stadtmuseum HERIS-ID: 15131 Objekt-ID: 11369                                               | Jägerzeile 9 Standort KG: Mannersdorf am Leithagebirge                                       | Zweigeschoßiger Renaissancebau aus dem Jahre 1579, ursprünglich Getreidespeicher, heute Stadtmuseum. Keine größeren Umbauten, daher weitgehend unverändert erhalten. | BDA-Hist.: Q37770569 Status: § 2a Stand der BDA-Liste: 2025-06-30 Name: Schüttkasten, Stadtmuseum GstNr.: .172/3 Schüttkasten Mannersdorf am Leithagebirge                                                                     |
| ja   | Datei hochladen | Kath. Filialkirche hl. Josef der Arbeiter, Wasenbruck HERIS-ID: 206169seit 2022                          | Kirchengasse 1a Standort KG: Mannersdorf am Leithagebirge                                    | Die Filialkirche in Wasenbruck ist der Pfarre Mannersdorf zugeordnet. Sie wurde im Herbst 1959 begonnen und im Mai 1963 dem hl. Josef, dem Ziehvater Jesu, in seiner Anrufung als „Arbeiter“ geweiht (siehe auch: Josef-der-Arbeiter-Kirche). | BDA-Hist.: Q112916644 Status: Bescheid Stand der BDA-Liste: 2025-06-30 Name: Kath. Filialkirche hl. Josef der Arbeiter, Wasenbruck GstNr.: 1779/20 Kirche Wasenbruck, Gemeinde Mannersdorf am Leithagebirge                    |
| ja   | Datei hochladen | Adlerhaus HERIS-ID: 15125 Objekt-ID: 11363                                                               | Sommereinerstraße 35 Standort KG: Mannersdorf am Leithagebirge                               | Wohnhaus des Malers Edmund Adler mit zeittypischem Fassadendekor, 1909 erbaut. | BDA-Hist.: Q37770441 Status: Bescheid Stand der BDA-Liste: 2025-06-30 Name: Adlerhaus GstNr.: 328/1 |
| ja   | Datei hochladen | Maria-Theresien-Obelisk HERIS-ID: 15128 Objekt-ID: 11366                                                 | bei Steinbruchstraße 15 Standort KG: Mannersdorf am Leithagebirge                            | 1743 nahm Maria Theresia an der Weinlese in Mannersdorf teil. An dieses Ereignis erinnert ein schlanker Obelisk, der sich über einem dreiseitigen Sockel mit Inschrift erhebt. | BDA-Hist.: Q37770514 Status: Bescheid Stand der BDA-Liste: 2025-06-30 Name: Maria-Theresien-Obelisk GstNr.: 2817/1 |
| ja   | Datei hochladen | Bildstock, Totenleuchte HERIS-ID: 15120 Objekt-ID: 11358                                                 | bei Untere Kirchengasse 2 Standort KG: Mannersdorf am Leithagebirge                          | Die Totenleuchte wurde um das Jahr 1300 errichtet. | BDA-Hist.: Q37770366 Status: § 2a Stand der BDA-Liste: 2025-06-30 Name: Bildstock, Totenleuchte GstNr.: 2781/2 |
| ja   | Datei hochladen | Figurenbildstock, Dreifaltigkeitssäule HERIS-ID: 15121 Objekt-ID: 11359                                  | bei Untere Kirchengasse 10 Standort KG: Mannersdorf am Leithagebirge                         | Die Säule auf dem Platz vor der Pfarrkirche, auch „Mollner-Kreuz“ genannt, wurde im späten 19. Jahrhundert von Michael Mollner gestiftet und angefertigt. Sie ersetzt eine bereits 1713 erwähnte Säule, die stark verwittert war. Gleichzeitig wurde die bekrönende Darstellung der Dreifaltigkeit renoviert, im Jahre 1922 allerdings durch eine Neuanfertigung von Martin Hof senior ersetzt, gestiftet von Sofia Steiner. | BDA-Hist.: Q37770398 Status: Bescheid Stand der BDA-Liste: 2025-06-30 Name: Figurenbildstock, Dreifaltigkeitssäule GstNr.: 2781/2                                                                                              |
| ja   | Datei hochladen | Kath. Pfarrkirche hl. Martin HERIS-ID: 15122 Objekt-ID: 11360                                            | bei Untere Kirchengasse 10 Standort KG: Mannersdorf am Leithagebirge                         | Errichtet als Barockbau 1638. Kirchturm erst 1761 an der jetzigen Stelle neu errichtet. | BDA-Hist.: Q1328723 Status: Bescheid Stand der BDA-Liste: 2025-06-30 Name: Kath. Pfarrkirche hl. Martin GstNr.: .30/2 Martinskirche (Mannersdorf am Leithagebirge)                                                             |
| ja   | Datei hochladen | Kriegerdenkmal HERIS-ID: 210320seit 2022                                                                 | östlich Untere Kirchengasse 10 Standort KG: Mannersdorf am Leithagebirge                     | Unter einer Ädikula aus Beton steht in der Nähe der Kirche ein 1933 eingeweihtes Kriegerdenkmal (auch Heldendenkmal genannt) in Form eines Grabsteins, auf dem eine quadratische Tafel mit der Inschrift „Die Heimat ihren Helden“ befestigt ist. Am Sockel sind eine Grablaterne und die Jahreszahlen „1914 – 1918“ zu sehen. | BDA-Hist.: Q112916747 Status: Bescheid Stand der BDA-Liste: 2025-06-30 Name: Kriegerdenkmal GstNr.: 2781/2 |
| ja   | Datei hochladen | Friedhofsportal mit Figur hl. Martin, Umfassungsmauer und 3 Grabdenkmälern HERIS-ID: 112706seit 2022     | bei Untere Kirchengasse 10a Standort KG: Mannersdorf am Leithagebirge                        | Anmerkung: Koordinaten beim Portal | BDA-Hist.: Q112916553 Status: Bescheid Stand der BDA-Liste: 2025-06-30 Name: Friedhofsportal mit Figur hl. Martin, Umfassungsmauer und 3 Grabdenkmälern GstNr.: 2268 Friedhof Mannersdorf am Leithagebirge - portal and graves |
| ja   | Datei hochladen | Aufbahrungshalle HERIS-ID: 210319seit 2022                                                               | gegenüber Untere Kirchengasse 10a Standort KG: Mannersdorf am Leithagebirge                  | | BDA-Hist.: Q112916724 Status: Bescheid Stand der BDA-Liste: 2025-06-30 Name: Aufbahrungshalle GstNr.: 2781/2 |
| ja   | Datei hochladen | Spielplastik Rutsche mit Planschbecken, ehem. Werkssiedlung HERIS-ID: 237097seit 2023                    | bei Werksiedlung 20 Standort KG: Mannersdorf am Leithagebirge                                | Die Wasserrutsche aus Kunststein mit Mosaikeinlagen wurde 1952 von Wander Bertoni geschaffen und war ursprünglich mit einem Planschbecken verbunden. Das Becken wurde zwischenzeitlich verfüllt, gehört dennoch zum Umfang der Unterschutzstellung. | BDA-Hist.: Q119231389 Status: Bescheid Stand der BDA-Liste: 2025-06-30 Name: Spielplastik Rutsche mit Planschbecken, ehem. Werkssiedlung GstNr.: .679/6                                                                        |
| ja   | Datei hochladen | Ehem. Kloster St. Anna in der Wüste HERIS-ID: 15148 Objekt-ID: 11386                                     | Wüste 240 Standort KG: Mannersdorf am Leithagebirge                                          | Ruinen eines Klosters aus dem 17. Jahrhundert, 1783 von Joseph II. aufgehoben, zu Beginn des 20. Jahrhunderts weitgehend verfallen. Ehemalige Klosterkirche: Kreuzförmiger Saal von 1644 mit dreigeschoßigem Turm, mit den Klostertrakten direkt verbunden. 1986 Bestand gesichert und mit neuem Dach versehen. Die Anlage befindet sich heute im Naturpark Mannersdorf-Wüste. | BDA-Hist.: Q37770986 Status: § 2a Stand der BDA-Liste: 2025-06-30 Name: Ehem. Kloster St. Anna in der Wüste GstNr.: 2657/1, 2659, 2657/2, 2841 Kloster St. Anna in der Wüste                                                   |
| ja   | Datei hochladen | Figurenbildstock, hl. Johannes Nepomuk HERIS-ID: 23819 Objekt-ID: 20184                                  | westlich Wüste 240 Standort KG: Mannersdorf am Leithagebirge                                 | Die Johannes-Nepomuk-Statue aus dem 18. Jahrhundert zeigt an ihrem Sockel das Wappen der Herrschaft Scharfenegg. | BDA-Hist.: Q37879272 Status: § 2a Stand der BDA-Liste: 2025-06-30 Name: Figurenbildstock, hl. Johannes Nepomuk GstNr.: 2659 Nepomukstatue, Naturpark Mannersdorf-Wüste                                                         |
| ja   | Datei hochladen | Figurenbildstock, Paulussäule HERIS-ID: 15129 Objekt-ID: 11367                                           | bei Zwischen den Weingärten 29 Standort KG: Mannersdorf am Leithagebirge                     | Die hohe Säule auf geschwungenem Sockel trägt eine Statue des Apostels Paulus mit langem Gewand und einem Buch in der linken Hand. Über den Stifter des Denkmals und den Anlass der Errichtung ist nichts bekannt, in einem Kartenwerk von 1754 wird es jedoch bereits erwähnt. Auf dem Sockel steht als Nebenfigur eine Marienstatue mit traurigem Gesicht, deren Herkunft ebenfalls ungeklärt ist. Die Inschrift am Sockel erinnert an eine Renovierung im Jahre 1909. | BDA-Hist.: Q37770537 Status: § 2a Stand der BDA-Liste: 2025-06-30 Name: Figurenbildstock, Paulussäule GstNr.: 2817/1 |
| ja   | Datei hochladen | Figurenbildstock, Hl. Anna Selbdritt HERIS-ID: 15111 Objekt-ID: 11349                                    | Standort KG: Mannersdorf am Leithagebirge                                                    | Die etwa vier Meter hohe barocke Sandsteinsäule von 1653 trägt eine spätbarocke Figurengruppe vom Bildtyp einer Anna selbdritt, die 1770 angefertigt wurde, nachdem die ursprüngliche Figur bei einem Unwetter schwer beschädigt worden war. | BDA-Hist.: Q37770176 Status: § 2a Stand der BDA-Liste: 2025-06-30 Name: Figurenbildstock, Hl. Anna Selbdritt GstNr.: 2812/1 |
| ja   | Datei hochladen | Leonardikreuz HERIS-ID: 15132 Objekt-ID: 11370                                                           | Standort KG: Mannersdorf am Leithagebirge                                                    | An zwei Seiten offener Tabernakelpfeiler aus dem 17. Jahrhundert. | BDA-Hist.: Q37770606 Status: § 2a Stand der BDA-Liste: 2025-06-30 Name: Leonardikreuz GstNr.: 2801/1 |
| ja   | Datei hochladen | Donatikapelle HERIS-ID: 15133 Objekt-ID: 11371                                                           | Standort KG: Mannersdorf am Leithagebirge                                                    | 1958 errichtete achteckige Kapelle über einer barocken Statue des Heiligen Donatus auf Sockel. | BDA-Hist.: Q37770634 Status: § 2a Stand der BDA-Liste: 2025-06-30 Name: Donatikapelle GstNr.: 2801/12 Donatuskapelle, Mannersdorf am Leithagebirge                                                                             |
| ja   | Datei hochladen | Antoni-Säule HERIS-ID: 15149 Objekt-ID: 11389                                                            | Standort KG: Mannersdorf am Leithagebirge                                                    | Die etwa 1,5 Meter hohe Staue des hl. Antonius von Padua, der das Jesuskind in den Armen hält, steht auf einem barocken Sockel mit abgefasten Kanten. Sie wurde 1768 errichtet. Der Kopf und die linke Hand des Heiligen sowie der rechte Fuß und ein Teil des Körpers des Jesuskindes waren verlorengegangen und wurden bei einer Renovierung 1934 wieder ergänzt. | BDA-Hist.: Q37771054 Status: § 2a Stand der BDA-Liste: 2025-06-30 Name: Antoni-Säule GstNr.: 2811/21 |
| ja   | Datei hochladen | Bildstock, Weißes Kreuz HERIS-ID: 15151 Objekt-ID: 11391 marterl.at: 17540                               | Standort KG: Mannersdorf am Leithagebirge                                                    | Das etwa 3,1 Meter hohe Weiße Kreuz (auch Zorn- bzw. Tschurn-Kreuz) an der Straße nach Götzendorf ist ein Bildstock aus der ersten Hälfte des 18. Jahrhunderts mit quadratischer Bodenplatte, gefastem Pfeiler, rechteckigem Tabernakel und einem bekrönenden Steinkreuz, das auf einer mächtigen Kragenplatte ruht. Die in älterer Literatur erwähnten Tabernakel-Reliefs (Kreuzigung, Jesus auf dem Ölberg, Jesus fällt unter dem Kreuz, guter Hirte) und Inschriften („S.G. 1746“ und „R.V. 1860“) sind nicht mehr zu sehen. | BDA-Hist.: Q37771088 Status: § 2a Stand der BDA-Liste: 2025-06-30 Name: Bildstock, Weißes Kreuz GstNr.: 2786/12 |
| ja   | Datei hochladen | Figurenbildstock, sog. Bürzelnkreuz oder Piazollkreuz HERIS-ID: 15112 Objekt-ID: 11350 marterl.at: 10592 | Militärsiedlung Sommerein 129, südlich, an der B15 Standort KG: Mannersdorf am Leithagebirge | Das Bürzeln- oder Piazollkreuz (auf Karten des 19. Jahrhunderts auch: Piagoly Kreutz; im 18. Jahrhundert: Schmerzhaffte Säulen) an der Straße nach Götzendorf ist ein etwa 3,5 Meter hoher Figurenpfeiler mit einer barocken Pietà an der Spitze. Über die Entstehung des Denkmals ist nichts bekannt. Es wird auf das zweite Viertel des 18. Jahrhunderts datiert. | BDA-Hist.: Q37770185 Status: Bescheid Stand der BDA-Liste: 2025-06-30 Name: Figurenbildstock, sog. Bürzelnkreuz oder Piazollkreuz GstNr.: 1077/7                                                                               |
| ja   | Datei hochladen | Burgruine Scharfeneck HERIS-ID: 59643 Objekt-ID: 71095                                                   | Standort KG: Mannersdorf am Leithagebirge                                                    | Die Burg wurde wahrscheinlich im 11. Jahrhundert errichtet, was allerdings urkundlich nicht belegt ist. Ihr Name geht auf das ungarische Fürstengeschlecht der Scharfenecker zurück, die um das Jahr 1400 am Höhepunkt ihrer Macht waren. Scharfeneck lag damals an der Grenze zu Österreich und hatte somit einige Bedeutung als Grenzburg. Die Scharfenecker waren wohl bald nach 1400 ausgestorben, 1417 war die Burg im Besitz des ungarischen Königs. Sie wurde in dieser Zeit nach dem Vorbild französischer und englischer Burgen umgebaut. 1493 kam die Burg in österreichischen Besitz. 1555 zerstörte ein Blitzschlag den Bergfried, dabei wurde wohl die gesamte Anlage derart in Mitleidenschaft gezogen, dass sie in der Folge verfiel und nicht mehr bewohnt wurde. | BDA-Hist.: Q17419041 Status: Bescheid Stand der BDA-Liste: 2025-06-30 Name: Burgruine Scharfeneck GstNr.: .284, 2657/2, 2675/1 Burg Scharfeneck (Mannersdorf)                                                                  |
| ja   | Datei hochladen | Gräberfeld An der Höhe HERIS-ID: 74133 Objekt-ID: 87528                                                  | An der Höhe Standort KG: Mannersdorf am Leithagebirge                                        | | BDA-Hist.: Q38134097 Status: Bescheid Stand der BDA-Liste: 2025-06-30 Name: Gräberfeld An der Höhe GstNr.: 1273, 1281/4, 1281/5, 1281/3, 1274/1                                                                                |
| ja   | Datei hochladen | Gräberfeld Reinthal HERIS-ID: 16127 Objekt-ID: 12382                                                     | Im Reinthal Standort KG: Mannersdorf am Leithagebirge                                        | In der Flur „Reinthal Süd“ wurde ab 1905 eine Nekropole mit Gräbern aus der Bronze- und Latènezeit freigelegt. | BDA-Hist.: Q37808231 Status: Bescheid Stand der BDA-Liste: 2025-06-30 Name: Gräberfeld Reinthal GstNr.: 1851, 1852/15, 1852/12, 1852/14                                                                                        |